# Acalyptris onorei
Acalyptris onorei là một loài bướm đêm thuộc họ Nepticulidae. Nó được tìm thấy ở rừng mưa nhiệt đới Amazon khu vực đất thấp ở Ecuador.
Sải cánh dài 4.5-4.9 mm đối với con đực. Con trưởng thành bay vào tháng 1.